# Antiossidante

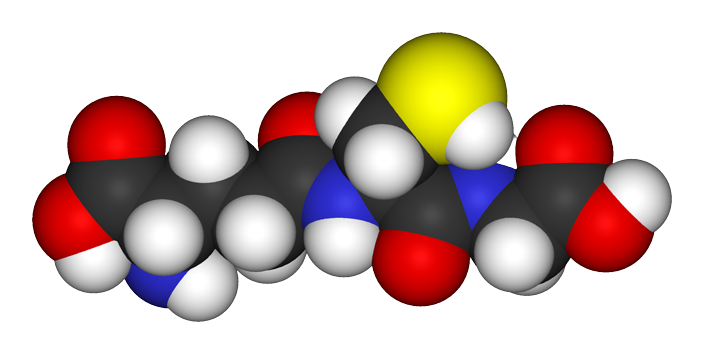
Modello space-filling del metabolita antiossidante glutatione. La sfera gialla rappresenta l'atomo di zolfo redox-attivo che è causa dell'attività antiossidante, mentre le sfere rosse, blu, bianche e grigio scuro rappresentano rispettivamente ossigeno, azoto, idrogeno e atomi di carbonio.

Gli antiossidanti sono sostanze chimiche (molecole, ioni, radicali) o agenti fisici che rallentano o prevengono l'ossidazione di altre sostanze. L'ossidazione è una reazione chimica che trasferisce elettroni da una sostanza ad un ossidante.
Le reazioni di ossidazione possono produrre radicali liberi, responsabili dell'avvio di una reazione a catena che danneggia le cellule; gli antiossidanti terminano queste reazioni a catena intervenendo sui radicali intermedi ed inibendo altre reazioni di ossidazione facendo ossidare se stessi. Come risultato, gli antiossidanti sono definiti chimicamente agenti riducenti - come tioli o polifenoli - in quanto le reazioni chimiche coinvolte sono di ossidoriduzione.
Anche se le reazioni di ossidazione sono fondamentali per la vita, possono essere altrettanto dannose; perciò, piante ed animali mantengono complessi sistemi di molteplici tipi di antiossidanti, come glutatione, vitamina C e vitamina E, così come enzimi quali catalasi, superossido dismutasi e varie perossidasi. Livelli troppo bassi di antiossidanti o di inibizione degli enzimi antiossidanti causano stress ossidativo e possono danneggiare o uccidere le cellule.
Poiché lo stress ossidativo potrebbe essere la causa di molte malattie umane, l'uso degli antiossidanti in farmacologia è stato intensamente studiato, in particolare nei trattamenti dell'ictus e delle malattie neurodegenerative; non è però chiaro se lo stress ossidativo sia la causa o la conseguenza di queste malattie. Gli antiossidanti sono largamente usati come ingredienti negli integratori alimentari con la speranza di mantenere il benessere fisico e prevenire malattie come cancro e cardiopatie coronariche. Anche se alcuni studi hanno suggerito che l'integrazione di antiossidanti ha effetti benefici sulla salute, molti altri studi di ricerca medica non hanno rilevato alcun beneficio per le formulazioni testate, mentre un eccesso di integrazione può risultare dannoso. In aggiunta a questi usi in medicina, gli antiossidanti hanno molti usi industriali, ad esempio come conservanti in cibo e cosmetici e nella prevenzione della degradazione di gomma e benzina.

## Storia
Il termine antiossidante (anche "antiossigeno") fu originariamente usato per riferirsi specificatamente ad un composto chimico che preveniva il consumo di ossigeno. Alla fine del XIX secolo e all'inizio del XX secolo furono dedicati vasti studi all'uso di antiossidanti in importanti processi industriali, come la prevenzione della corrosione dei metalli, la vulcanizzazione della gomma e la polimerizzazione dei carburanti nel fouling dei motori a combustione interna.
Le recenti ricerche sul ruolo degli antiossidanti in biologia si concentrano sul loro uso nella prevenzione dell'ossidazione dei grassi insaturi, che è la causa della rancidificazione. L'attività antiossidante può essere misurata semplicemente posizionando il grasso in un contenitore chiuso in presenza di O2 e misurando la quantità di O2 consumato. Fu però l'identificazione delle vitamine A, C ed E come antiossidanti che ha rivoluzionato il campo di studi ed ha portato alla consapevolezza dell'importanza degli antiossidanti nella biochimica degli organismi viventi.
Il possibile meccanismo di azione degli antiossidanti fu esplorato per la prima volta quando venne individuato che una sostanza con attività anti-ossidativa è anche una sostanza che si ossida rapidamente. Le ricerche su come la vitamina E prevenisse il processo di perossidazione lipidica condusse all'identificazione degli antiossidanti come agenti riducenti che prevenivano le reazioni ossidative, spesso cercando specie reattive dell'ossigeno prima che potessero danneggiare le cellule.

## La sfida ossidativa in biologia

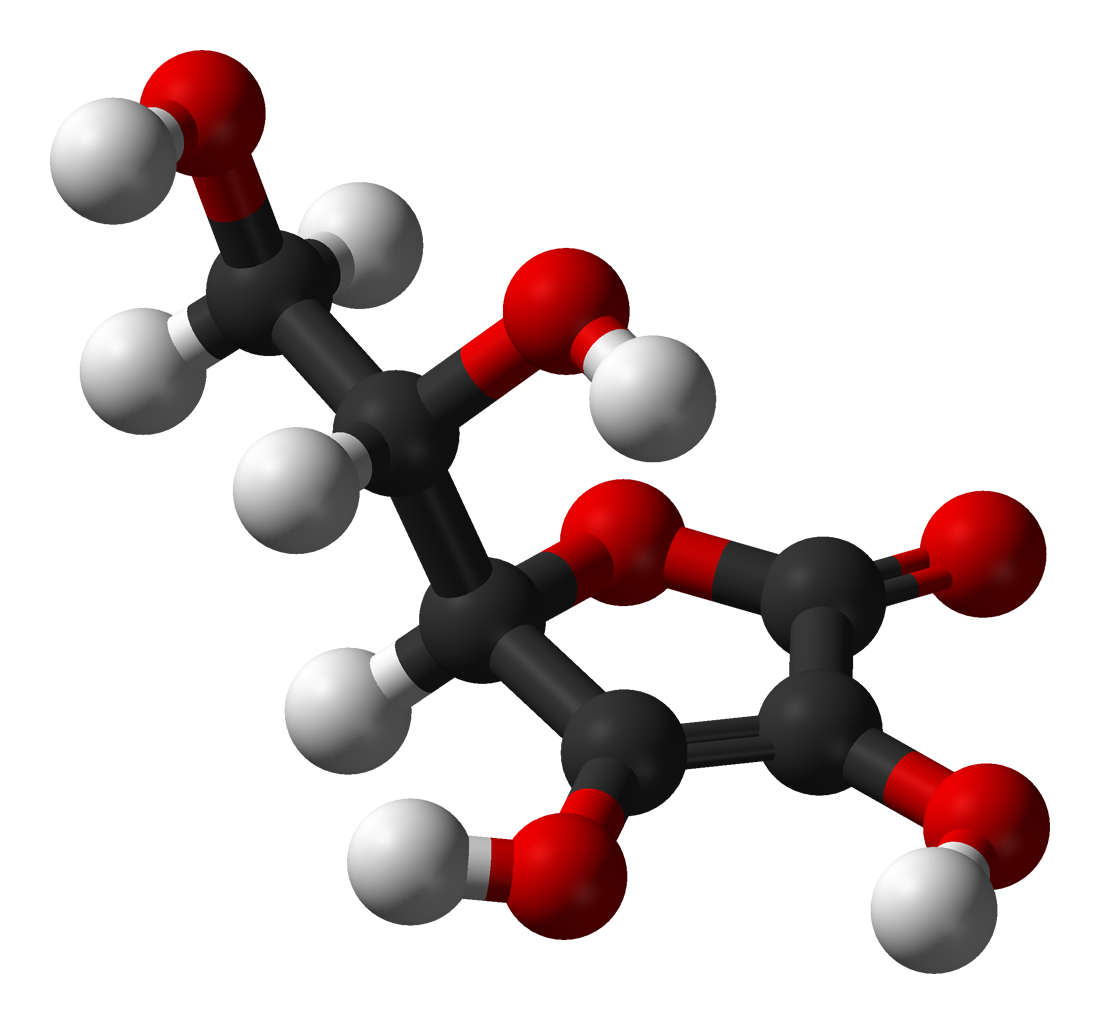
Struttura dell'antiossidante acido ascorbico (vitamina C)

Un paradosso nel metabolismo è che mentre la maggior parte degli organismi complessi richiede O2 per la sua esistenza, quest'ultima è una molecola altamente reattiva che danneggia gli organismi viventi producendo specie reattive dell'ossigeno. Di conseguenza, gli organismi contengono una complessa rete di metaboliti ed enzimi che lavorano sinergicamente per prevenire il danno ossidativo a componenti cellulari come DNA, proteine e lipidi. In generale, i sistemi antiossidanti o prevengono la formazione di queste specie ossidanti o le rimuovono prima che possano danneggiare i componenti vitali delle cellule.
Le specie reattive dell'ossigeno prodotte nelle cellule includono perossido di idrogeno (H2O2), acido ipocloroso (HClO) e radicali liberi come il radicale idrossile (OH•) e l'anione superossido (O2−). Il radicale idrossile è particolarmente instabile e reagisce rapidamente e non selettivamente con la maggior parte delle molecole biologiche. Questa specie è prodotta da perossido di idrogeno nelle reazioni redox catalizzate da metalli come la reazione di Fenton. Questi ossidanti possono danneggiare le cellule iniziando reazioni chimiche a catena come la perossidazione lipidica, oppure ossidando il DNA o le proteine. Un danneggiamento del DNA può causare mutazioni genetiche e cancro se non riparato da meccanismi di riparazione del DNA, mentre danni alle proteine causano inibizione enzimatica, denaturazione e degradazione delle proteine.
L'uso di O2 come parte del processo di generazione dell'energia metabolica produce specie reattive all'ossigeno. In questo processo, l'anione superossido è prodotto in diversi stadi nella catena di trasporto degli elettroni. Particolarmente importante è la riduzione del coenzima Q in complesso III, poiché si forma come intermedio un radicale altamente reattivo (Q•−); questo intermedio instabile può portare ad una "fuoriuscita" di elettroni quando gli elettroni saltano direttamente sulla molecola di O2 e formano l'anione superossido, anziché muoversi lungo la serie di reazioni sotto controllo della catena di trasporto degli elettroni. In reazioni simili che avvengono nelle piante, le specie reattive dell'ossigeno sono prodotte anche durante la fotosintesi clorofilliana in condizioni di luce intensa. Questo effetto è parzialmente compensato dal coinvolgimento di carotenoidi nella fotoinibizione, che comporta la reazione di questi antiossidanti con forme sovraridotte dei centri di reazione fotosintetica e quindi prevenendo la produzione di superossido.

## Evoluzione degli antiossidanti[22]
L'ossigeno è un potente ossidante il cui accumulo nell'atmosfera terrestre è risultato dallo sviluppo della fotosintesi, iniziata più di 3 miliardi di anni fa, nei cianobatteri (alghe verdi-blu), che sono stati i primi organismi fotosintetici a produrre notevoli quantità di ossigeno e radicali liberi.
Le alghe marine hanno accumulato, come primi antiossidanti, minerali inorganici come rubidio, vanadio, zinco, ferro, rame, molibdeno, selenio e iodio, che sono oligoelementi essenziali di metallo-enzimi redox. Circa 500-300 milioni di anni fa, i vegetali fotosintetici ossigeno-produttori e gli animali marini hanno iniziato, per la prima volta, a spostarsi dal mare ai fiumi e poi all'ambiente terrestre. Pertanto la carenza dei loro primitivi antiossidanti marini ha rappresentato una sfida per l'evoluzione della vita sulla terra. Per difesa, i vegetali terrestri hanno lentamente iniziato a produrre nuovi antiossidanti "endogeni" come acido ascorbico, retinoidi, tocoferoli ecc. ed alcuni enzimi, ed anche, circa 200-50 milioni di anni fa, polifenoli, carotenoidi, flavonoidi, ecc., in frutti e fiori di piante angiosperme. Alcuni di questi sono diventati "vitamine" essenziali, nella dieta degli animali terrestri (vitamine C, A, E, ecc.).

## Metaboliti

### Visione d'insieme
Gli antiossidanti sono classificati in due grandi divisioni, a seconda che siano solubili in acqua (idrofili) o nei lipidi (idrofobi). In generale, gli antiossidanti idrosolubili reagiscono con gli ossidanti nel citoplasma cellulare e nel plasma, mentre quelli liposolubili proteggono le membrane cellulari dalla perossidazione lipidica. Questi composti possono essere sintetizzati dal corpo umano o ottenuti dalla dieta. I differenti antiossidanti sono presenti nei fluidi e nei tessuti corporei in un ampio intervallo di contrazioni, come glutatione e ubichinone presenti per la maggior parte nelle cellule, mentre altri come l'acido urico sono uniformemente distribuiti attraverso il corpo (vedi tabella più sotto).
L'importanza relativa e le interazioni tra questi differenti antiossidanti è un ambito complesso, con i vari metaboliti e sistemi enzimatici che hanno effetti sinergici e interdipendenti fra di loro. L'azione di un ossidante può dipendere dalla corretta funzione degli altri membri del sistema antiossidante. La quantità di protezione fornita da un antiossidante dipende quindi dalla sua concentrazione, dalla sua reattività verso la particolare specie reattiva dell'ossigeno considerata e lo stato degli antiossidanti con cui interagisce.
Alcuni composti contribuiscono alla difesa fornita dagli antiossidanti chelando i metalli di transizione prevenendo così l'effetto catalitico che questi forniscono nella produzione dei radicali liberi nella cellula. Particolarmente importante è l'abilità di sequestrare il ferro, funzionale alle proteine adibite al trasporto del ferro nell'organismo (iron-binding proteins) quali transferrina e ferritina. Selenio e zinco sono comunemente considerati nutrienti antiossidanti, ma questi elementi chimici non hanno un'azione antiossidante di per sé ma sono invece necessari per l'attività antiossidante di alcuni enzimi. Invece lo Iodio, come ioduro (I-), ha dimostrato una primitiva azione antiossidante diretta.
| Antiossidante metabolita     | Solubilità | Concentrazione in siero umano (μM)               | Concentrazione nel tessuto del fegato (μmol/kg) |
| ---------------------------- | ---------- | ------------------------------------------------ | ----------------------------------------------- |
| Acido ascorbico (vitamina C) | Acqua      | 50 - 60                                          | 260 (umano)                                     |
| Glutatione                   | Acqua      | 325 - 650                                        | 6.400 (umano)                                   |
| Acido lipoico                | Acqua      | 0.1 - 0.7                                        | 4 - 5 (ratto)                                   |
| Acido urico                  | Acqua      | 200 - 400                                        | 1.600 (umano)                                   |
| Caroteni                     | Lipidi     | β-carotene: 0.5 - 1 retinolo (vitamina A): 1 - 3 | 5 (umano, carotenoidi totali)                   |
| α-tocoferolo (vitamina E)    | Lipidi     | 10 - 40                                          | 50 (umano)                                      |
| Ubichinolo (coenzima Q)      | Lipidi     | 5                                                | 200 (umano)                                     |

### Acido ascorbico
L'acido ascorbico o "vitamina C" è un monosaccaride antiossidante che si trova sia negli animali che nelle piante. Negli umani non può essere sintetizzato tal quale e deve essere introdotto con la dieta. Molti altri animali sono in grado di produrre questo composto nei loro corpi e non ne hanno bisogno nella loro dieta. Nelle cellule, viene mantenuto nella sua forma ridotta per reazione con glutatione, che può essere catalizzata da disolfuro isomerasi e glutaredossine. L'acido ascorbico è un agente riducente e può ridurre e di conseguenza neutralizzare le specie reattive dell'ossigeno come il perossido di idrogeno. In aggiunta ai suoi effetti antiossidanti, l'acido ascorbico è un substrato per l'enzima antiossidante ascorbato perossidasi, una funzione particolarmente importante nella resistenza alla tensione delle piante.

### Glutatione

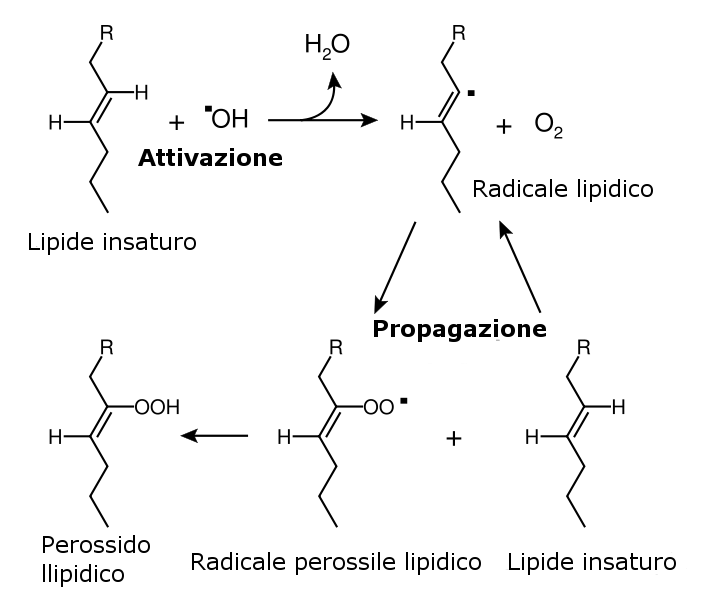
Il meccanismo dei radicali liberi della perossidazione lipidica

Il glutatione è un peptide contenente cisteina che si trova in molte forme di vita aerobiche. Essendo sintetizzato nelle cellule dai suoi costituenti, gli amminoacidi, non è richiesto nella dieta. Il glutatione mantiene le sue proprietà antiossidanti finché il gruppo tiolo presente nella cisteina è un agente riducente e può essere ossidato e ridotto in maniera reversibile. Nelle cellule, il glutatione viene mantenuto in forma ridotta dall'enzima glutatione riduttasi e a sua volta riduce altri metaboliti e sistemi enzimatici reagendo direttamente con gli ossidanti. Per la sua alta concentrazione e per il ruolo centrale nel mantenere la cellula allo stato redox, il glutatione è uno dei più importanti antiossidanti cellulari, nonché uno dei più potenti.

### Melatonina
La melatonina è un forte antiossidante che può facilmente attraversare le membrane cellulari e la barriera emato-encefalica. A differenza di altri antiossidanti, la melatonina non percorre un ciclo redox, che è l'abilità di una molecola di essere soggetta a ripetute riduzioni e ossidazioni. Il ciclo redox può consentire agli altri antiossidanti (come la vitamina C) di agire come pro-ossidanti e promuovere la formazione di radicali liberi. La melatonina, una volta ossidata, non può più essere ridotta al suo stato precedente perché forma numerosi prodotti finali stabili una volta reagito con i radicali liberi. Quindi, viene definito un antiossidante terminale (o suicida).

### Tocoferoli e tocotrienoli (vitamina E)
La vitamina E è il nome collettivo di un set di otto tocoferoli e tocotrienoli relazionati fra loro, che sono vitamine antiossidanti liposolubili. Di queste, l'α-tocoferolo è stata quella più studiata, data la sua elevata biodisponibilità nel corpo, che preferenzialmente assorbe e metabolizza questa forma. La forma α-tocoferolo è il più importante antiossidante liposolubile e protegge le membrane cellulari dall'ossidazione reagendo con i radicali lipidici prodotti nella reazione a catena della perossidazione lipidica. Rimuove i radicali liberi intermedi e impedisce la continuazione della reazione di propagazione. I radicali ossidati di α-tocoferossile prodotti in questo processo possono essere riportati alla forma ridotta attiva per riduzione con ascorbato, retinolo o ubichinone. Le funzioni delle altre forme della vitamina E sono state meno studiate, anche se l'γ-tocoferolo è un nucleofilo che può reagire con elettrofili mutageni, e i tocotrienoli possono avere un ruolo specifico nella neuroprotezione.

## Attività pro-ossidante
Gli antiossidanti che sono riducenti possono anche agire come pro-ossidanti. Ad esempio, la vitamina C ha un'attività antiossidante quando riduce sostanze ossidanti come il perossido di idrogeno, ma può anche ridurre ioni metallici che portano alla generazione di radicali liberi attraverso la reazione di Fenton.
2 Fe3+ + ascorbato → 2 Fe2+ + deidroascorbato
2 Fe2+ + 2 H2O2 → 2 Fe3+ + 2 OH• + 2 OH−
L'importanza relativa delle attività antiossidanti e proossidanti degli antiossidanti sono un'area di ricerca attuale, ma la vitamina C, per esempio, sembra avere perlopiù un'attività antiossidante nel corpo. Comunque, sono disponibili ancora meno informazioni per gli altri antiossidanti presenti nella dieta, come polifenoli antiossidanti, zinco e vitamina E.

## Sistemi enzimatici

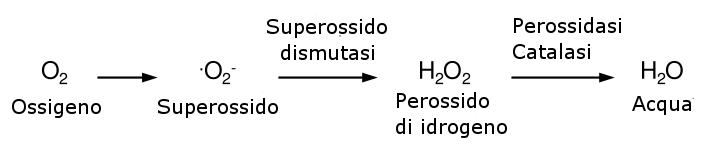
Ciclo metabolico enzimatico per la detossificazione di specie reattive dell'ossigeno

### Visione d'insieme
Così come avviene per i composti chimici antiossidanti anche le cellule sono protette contro lo stress ossidativo, grazie ad una rete interattiva di enzimi antiossidanti. Qui, il superossido rilasciato dai processi come la fosforilazione ossidativa è dapprima convertito a perossido di idrogeno e successivamente ridotto ad acqua. Questa via metabolica di detossificazione è il risultato dell'azione di più enzimi, con le superossido dismutasi che catalizzano il primo stadio e poi catalasi e varie perossidasi che rimuovono il perossido di idrogeno. Come per i metaboliti antiossidanti, i contributi di questi enzimi sono difficilmente separabili gli uni dagli altri, ma la generazione di topi transgenici con un solo enzima antiossidante può essere informativa.

### Superossido dismutasi, catalasi e perossiredossine
Le superossido dismutasi (SOD) sono una classe di enzimi strettamente correlati che catalizzano la rottura dell'anione superossido in diossigeno O2 e perossido di idrogeno H2O2. Gli enzimi SOD sono presenti in quasi tutte le cellule aerobiche e nei fluidi extracellulari. Contengono ioni metallici come cofattori che, a seconda dell'isozima, può essere rame, zinco, manganese o ferro. Negli umani, la SOD rame/zinco (SOD1) è presente nel citosol, mentre la manganese-SOD (SOD2) è presente nei mitocondri Esiste anche una terza forma di SOD nei fluidi extracellari (SOD3), che contiene rame e zinco nei suoi siti attivi. L'isozima micondriale sembra essere biologicamente il più importante di questi tre, poiché i topi privi di questo enzima muoiono presto dopo la nascita. Per contro, la generazione di topi cui manca la SOD rame/zinco è possibile ma presentano una bassa fertilità, mentre i topi senza la SOD extracellulare hanno difetti minimi. Nelle piante, gli enzimi SOD sono presenti nel citosol e nei mitocondri, con una SOD ferro trovata nei cloroplasti che è assente in vertebrati e lievito.
Le catalasi sono enzimi che catalizzano la conversione di perossido di idrogeno H2O2 in acqua H2O e diossigeno O2, usando come cofattori sia ferro che manganese. Questa proteina è localizzata nel perossisoma di molte cellule eucariote. La catalasi è un enzima inusuale poiché, anche se il perossido di idrogeno è il suo solo substrato, segue un meccanismo ping-pong. Nonostante la sua apparente importanza nella rimozione del perossido di idrogeno, gli umani con deficienza genetica della catalasi — "acatalasemia" — soffrono pochi effetti dovuti alla malattia.

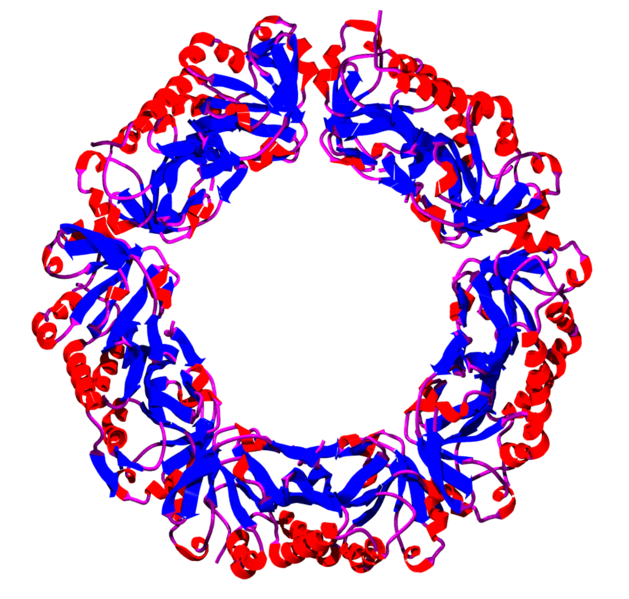
Struttura quaternaria dell'AhpC, una 2-cisteina perossiredossina batterica dalla Salmonella typhimurium.

Le perossiredossine sono perossidasi che catalizzano la riduzione di perossido di idrogeno, perossidi organici e perossinitriti. Sono divise in tre classi: 2-cisteina perossiredossine tipiche, 2-cisteina perossiredossine atipiche e 1-cisteina perossiredossine. Questi enzimi condividono lo stesso meccanismo catalitico di base, in cui la redox-attiva cisteina (la cisteina perossidatica) nel sito attivo è ossidata ad acido solfinico dal substrato perossido. Le perossiredossine sembrano essere importanti nel metabolismo antiossidante, in quanto topi cui manca la perossiredossina 1 o 2 hanno vita breve e soffrono di anemia emolitica, mentre le piante usano le perossiredossine per rimuovere il perossido di idrogeno che si genera nei cloroplasti.

### Sistemi tioredossina e glutatione
Il sistema tioredossina contiene la proteina 12-kDa tioredossina e la tioredossina riduttasi. Proteine correlate alla tioredossina sono presenti in tutti gli organismi sequenziali, tra cui piante come la Arabidopsis thaliana hanno una grande e particolare diversità di isoforme. Il sito attivo della tioredossina consiste in due cisteine adiacenti come parte di una sequenza genetica CXXC, altamente conservativa, che può ciclizzare tra la forma ditiolo (ridotta) alla forma ossidata disolfuro. Nel suo stato attivo, la tioredossina agisce come un efficiente riduttore, ricercando le specie reattive dell'ossigeno e mantenendo le altre proteine al loro stato ridotto. Dopo essere stata ossidata, la tioredossina attiva viene rigenerata per azione della tioredossina riduttasi, usando NADPH come elettrondonatore.
Il sistema glutatione include glutatione, glutatione riduttasi, glutatione perossidasi e
glutatione S-transferasi. Questo sistema si trova negli animali, nelle piante e nei microorganismi. La glutatione perossidasi è un enzima contenente quattro selenio-cofattori che catalizzano la rottura di perossido di idrogeno e idroperossidi organici. Ci sono almeno quattro differenti isozimi glutatione perossidasi negli animali. La glutatione perossidasi 1 è la più abbondante ed è un efficiente scavenger di perossido di idrogeno, mentre la glutatione perossidasi 4 è molto attiva con gli idroperossidi lipidici. Sorprendentemente, la glutatione perossidasi 1 non è indispensabile, poiché i topi cui manca questo enzima hanno un corso di vita normale, ma presentano una ipersensività verso lo stress ossidativo indotto. In aggiunta, la glutatione S-transferasi sono un'altra classe di enzimi antiossidanti glutatione-dipendenti che mostrano un'elevata attività con i perossidi lipidici. Questi enzimi sono presenti a livelli particolarmente elevati nel fegato e servono anche nel metabolismo della detossificazione.

## Stress ossidativo nelle malattie
Si pensa che lo stress ossidativo contribuisca allo sviluppo di una vasta gamma di malattie, tra cui malattia di Alzheimer, malattia di Parkinson, le patologie causate dal diabete artriti reumatoidi, e neurodegenerazione nella sclerosi laterale amiotrofica. In molti di questi casi, non è chiaro se gli ossidanti scatenano la malattia o se sono prodotti in conseguenza della malattia e ne causano i sintomi; come alternativa plausibile, una malattia neurodegenerativa può essere il risultato di una defezione nel trasporto axoplasmico dei mitocondri, che svolge le reazioni ossidative. Un caso in cui questo collegamento è ben conosciuto è il ruolo dello stress ossidativo nelle malattie cardiovascolari. Qui, l'ossidazione delle lipoproteine a bassa densità (LDL) appare svolgere il processo di aterogenesi, che porta all'arteriosclerosi, e infine alla malattia cardiovascolare.
Una dieta a basse calorie prolunga la speranza di vita media e massima in molti animali. Questo effetto può comportare una riduzione dello stress ossidativo. Mentre è evidente il ruolo dello stress ossidativo nell'invecchiamento in organismi modello come Drosophila melanogaster e Caenorhabditis elegans, nei mammiferi è meno chiaro. Diete che prevedono un alto consumo di frutta e verdura, in cui è elevata la quantità di antiossidanti, promuovono il benessere fisico e riducono gli effetti dell'invecchiamento, anche se il supplemento di vitamine antiossidanti non ha un effetto rilevabile sul processo di invecchiamento; quindi gli effetti di frutta e verdure potrebbero non essere correlati al loro contenuto antiossidante.

## Effetti sulla salute

### Trattamento delle malattie
Il cervello è vulnerabile unicamente al danno ossidativo, per via del suo alto tasso metabolico e dei suoi elevati livelli di lipidi polinsaturi, il bersaglio della perossidazione lipidica. Di conseguenza, gli antiossidanti sono comunemente usati come farmaci nel trattamento di varie forme di danni cerebrali. Qui, gli imitatori della superossido dismutasi tiopental sodico e propofol sono utilizzati per trattare i danni dovuti alla ripresa della circolazione sanguigna dopo un'ischemia e per trattare i traumi cranici gravi, mentre i farmaci sperimentali NXY-059 ed ebselen sono state applicati nel trattamento degli ictus. Questi composti sembrano prevenire lo stress ossidativo nei neuroni, prevengono l'apoptosi e vari danni neurologici. Gli antiossidanti sono stati inoltre studiati come possibili trattamenti per malattie neurodegenerative quali malattia di Alzheimer, malattia di Parkinson e sclerosi laterale amiotrofica.

### Prevenzione delle malattie

Struttura del polifenolo antiossidante resveratrolo

Gli antiossidanti possono eliminare gli effetti dannosi che i radicali liberi hanno sulle cellule e le persone che mangiano frutti e verdure ricchi in polifenoli e antociani hanno un minor rischio di avere cancri, malattie cardiovascolari e alcune malattie neurologiche. Questa osservazione suggerisce che questi composti possono prevenire condizioni quali degenerazione maculare, diminuzione delle difese immunitarie a seguito di una nutrizione povera e neurodegenerazione, che sono conseguenza dello stress ossidativo. Nonostante il chiaro ruolo dello stress ossidativo nelle malattie cardiovascolari, studi controllati con l'utilizzo di vitamine antiossidanti hanno dimostrato che non c'è una significativa riduzione sia nello sviluppo che nella progressione delle malattie cardiache. Ciò suggerisce che altre sostanze in frutta e verdura (forse flavonoidi) spiegano almeno parzialmente il migliore benessere cardiovascolare in coloro che consumano più frutta e verdura.
Si pensa che l'ossidazione nel sangue delle lipoproteine a bassa densità contribuisca all'insorgere di malattie cardiache, e i primi studi hanno dimostrato che le persone che assumono integrazioni di vitamina E hanno un minor rischio di sviluppare malattie cardiache. Conseguentemente, almeno sette grandi esperimenti clinici sono stati condotti per testare gli effetti dell'integrazione antiossidante con vitamina E, in dosi che variano da 50 a 600 mg al giorno; ma nessuno di questi esperimenti ha dimostrato statisticamente un significativo effetto della vitamina E sul totale dei morti per malattie cardiache.
Mentre numerosi esperimenti hanno investigato le integrazioni con alte dosi di antiossidanti, studi della "Supplémentation en Vitamines et Mineraux Antioxydants" (SU.VI.MAX) hanno testato l'effetto dell'integrazione con dosi comparabili a quelle di una dieta sana. Più di 12.500 uomini e donne francesi hanno assunto sia una bassa dose di antiossidanti (120 mg di acido ascorbico, 30 mg di vitamina E, 6 mg di beta-carotene, 100 {\displaystyle \mu }g di selenio e 20 mg di zinco), sia pillole placebo per un periodo di 7 anni e mezzo. I ricercatori hanno scoperto che non c'è statisticamente un significativo effetto degli antiossidanti sul totale di sopravvivenza, cancro o malattie cardiache. Ad ogni modo, un sottogruppo analizzati ha mostrato una riduzione del 31% del rischio di cancro negli uomini, ma non nelle donne.
Molte aziende alimentari e nutraceutiche attualmente vendono formulazioni di antiossidanti come integratori alimentari, largamente utilizzati nei paesi industrializzati. Questi integratori possono includere antiossidanti specifici, come resveratrolo (dai chicci d'uva), combinazioni di antiossidanti, come i prodotti "ACES" che contengono beta-carotene (provitamina A), vitamina C, vitamina E e Selenio, o erbe particolari conosciute per il loro contenuto di antiossidanti come tè verde e Gynostemma pentaphyllum. Anche se un certo livello di vitamine e minerali antiossidanti sono richiesti nella dieta per raggiungere il benessere, c'è un considerevole dubbio sul fatto che l'integrazione di antiossidanti sia benefica, e se anche fosse vero, su quali antiossidanti siano benefici e in quali quantità.
Secondo la prima metaanalisi sistematica condotta su 884 studi relativi alla supplementazione di micronutrienti, gli antiossidanti che maggiormente riducono il rischio di malattie cardiovascolari sono: gli acidi grassi omega-3, l'acido folico (che abbassa il rischio di infarto) e il coenzima Q10 (che diminuisce tutte le cause di mortalità).

### Esercizio fisico
Durante l'esercizio fisico, il consumo di O2 può incrementare anche di oltre un fattore 10. Questo porta ad un elevato incremento nella produzione di ossidanti, che comporta danni i quali contribuiscono all'affaticamento muscolare durante e dopo lo sforzo fisico. L'infiammazione che accade dopo un estenuante esercizio fisico è inoltre associata allo stress ossidativo, specialmente nelle 24 ore successive ad una sessione di esercizi. La risposta del sistema immunitario al danno avvenuto ha il suo picco da 2 a 7 giorni dopo lo sforzo. Durante questo processo, i radicali liberi sono prodotti da neutrofili per rimuovere i tessuti danneggiati. Come risultato, livelli eccessivi di antiossidanti hanno il potenziale di inibire i meccanismi di recupero e adattamento.
Gli evidenti benefici durante gli sforzi fisici derivanti da un supplemento di antiossidanti sono molteplici. È fortemente evidente che uno degli adattamenti risultanti dagli esercizi è un rafforzamento delle difese antiossidanti del corpo, in particolare nel sistema glutatione, in accordo con l'incremento dello stress ossidativo. È possibile che questo effetto possa essere un'estensione della protezione contro le malattie associate allo stress ossidativo, il che spiegherebbe parzialmente il basso livello di incidenza delle principali malattie e la salute migliore di chi pratica regolarmente attività fisica.
Comunque, non si nota nessun beneficio negli atleti che assumono supplementi di vitamina A o E. Ad esempio, nonostante il suo ruolo chiave nella prevenzione della membrana lipidica dalla perossidazione, sei settimane di integrazione di vitamina E non hanno effetto sul danneggimento dei muscoli nei maratoneti. Anche se pare non esserci un incremento della necessità di vitamina C negli atleti, è abbastanza evidente che l'integrazione di vitamina C aumenta la quantità di esercizio intenso che può essere fatto e l'assunzione di un supplemento di vitamina C prima dello sforzo fisico può ridurre il danneggiamento muscolare. Ad ogni modo, altri studi non hanno riscontrato questi effetti, ed alcune ricerche suggeriscono che l'integrazione con quantità superiori ai 1000 mg inibisce il recupero.

### Effetti contrari

Struttura del metallo-chelante acido fitico

Gli acidi che sono dei riducenti relativamente forti possono avere effetti anti-nutrizionali reagendo con minerali presenti nella dieta come ferro e zinco nel tratto gastrointestinale e prevenendo il loro assorbimento. Esempi degni di nota sono acido ossalico, tannini e acido fitico, che sono presenti in quantità elevate nella dieta basata sui vegetali. Carenza di calcio e ferro sono frequenti nelle diete di chi vive nei paesi in via di sviluppo, dove viene consumata meno carne e c'è un elevato consumo di acido fitico da fagioli e grano.
| Cibi                                          | Acido riducente presente |
| --------------------------------------------- | ------------------------ |
| Cacao e cioccolato, spinaci, rape e rabarbaro | Acido ossalico           |
| Grano, mais, legumi                           | Acido fitico             |
| Tè, fagioli, cavolo                           | Tannini                  |

Gli antiossidanti non polari come l'eugenolo, uno dei maggiori componenti dell'olio essenziale ricavato dai chiodi di garofano, hanno limiti di tossicità che possono essere superati con l'abuso degli oli essenziali non diluiti. La tossicità associata ad alte dosi di antiossidanti idrosolubili come l'acido ascorbico sono meno preoccupanti, poiché questi composti possono essere rapidamente escreti nelle urine.
Più seriamente invece, alte dosi di alcuni antiossidanti possono essere dannosi a lungo termine. Lo studio beta-Carotene and Retinol Efficacy Trial (CARET) di pazienti affetti da cancro ai polmoni ha dimostrato che i fumatori che assumono integrazioni di beta-carotene e vitamina A incrementano il tasso di cancro ai polmoni. Studi successivi hanno confermato questi effetti avversi nei soggetti al CARET.
Questi effetti dannosi possono verificarsi anche nei non-fumatori, come mostrato da una recente meta-analisi comprendente dati da approssimativamente 230.000 pazienti; integrazioni di β-carotene, vitamina A o vitamina E sono correlate all'incremento della mortalità, ma non si notano effetti significativi dalla vitamina C. Nessun rischio per la salute è stato visto quando tutti gli studi casuali sono stati esaminati nel loro insieme, ma un incremento di mortalità è stato rilevato solo quando gli esperimenti di rischio di alta qualità e basso errore sistematico (bias) sono stati esaminati separatamente. Siccome la maggioranza di questi esperimenti a basso bias sono stati condotti su persone anziane e su persone che avevano già malattie, questi risultati non possono essere applicati alla popolazione in generale. Questi risultati sono in accordo con alcune precedenti meta-analisi che hanno anche suggerito che integrazioni di vitamina E aumentano la mortalità, e che le integrazioni di antiossidanti aumentano il rischio di cancro al colon. Comunque, i risultati di queste meta-analisi sono in disaccordo con altri studi, come il SU.VI.MAX, che ha suggerito che gli antiossidanti non hanno effetti sulle cause di mortalità. Complessivamente, il grande numero di esperimenti clinici effettuati sulle integrazioni di antiossidanti suggerisce sia che questi prodotti non hanno effetti sulla salute, sia che causano un leggero incremento della mortalità nella popolazione anziana o vulnerabile.
Mentre l'integrazione di antiossidanti è largamente usata nel tentativo di prevenire lo sviluppo del cancro, è stato suggerito che gli antiossidanti possono, paradossalmente, interferire con i trattamenti anti-cancro. Ciò si è pensato che accada poiché l'ambiente delle cellule cancerose causa alti livelli di stress ossidativo, rendendo queste cellule più suscettibili all'ulteriore stress ossidativo indotto dai trattamenti. Come risultato, si è pensato che riducendo lo stress redox nelle cellule cancerose le integrazioni di antiossidanti diminuissero l'efficacia di radioterapia e chemioterapia. Questa preoccupazione però sembra non essere valida, come indicato da più test clinici che indicano che gli antiossidanti sono sia neutrali che benefici nella terapia contro il cancro.

## Misurazione e livello nel cibo

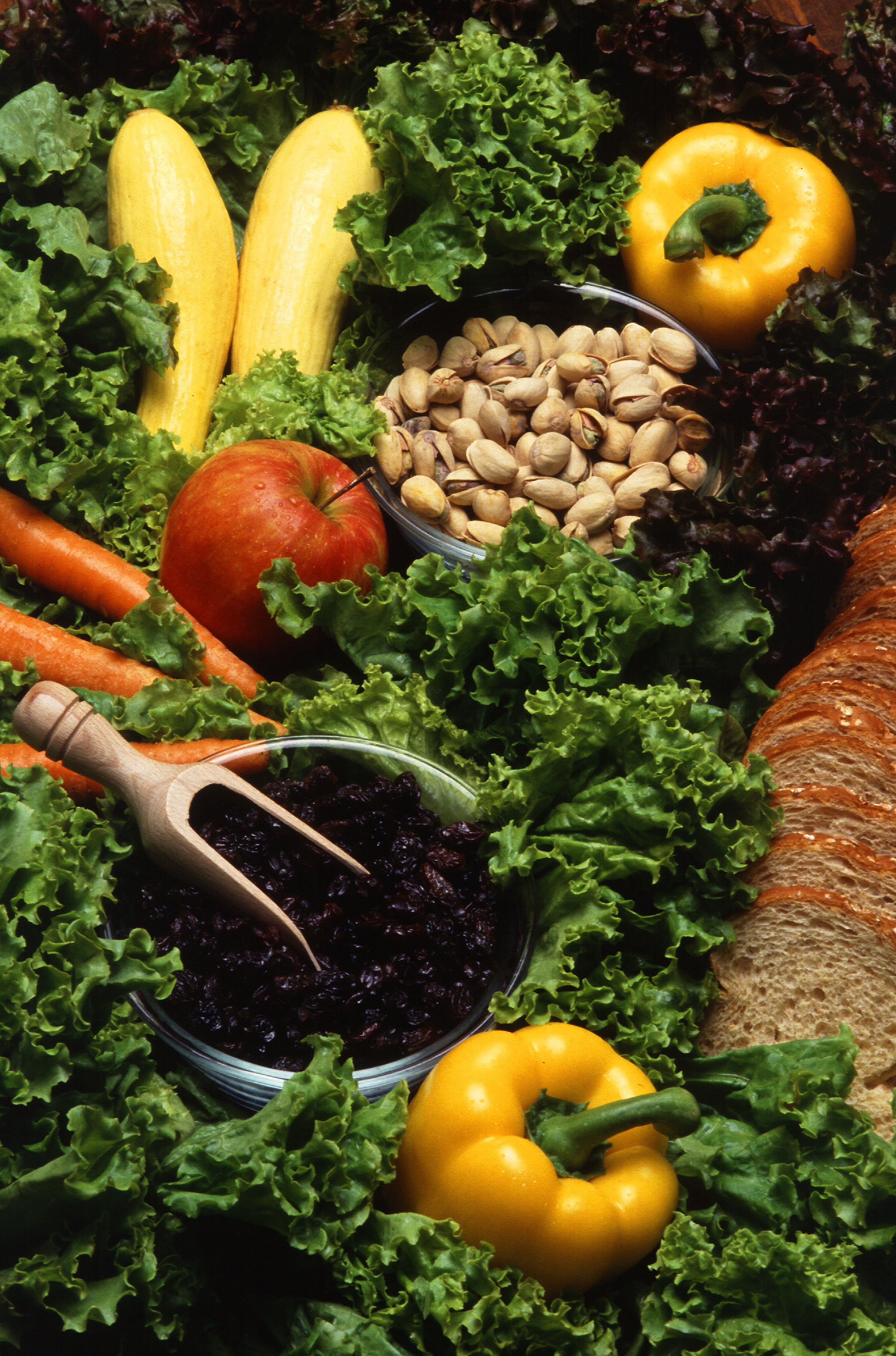
Frutta e verdura sono buone fonti di antiossidanti

La misurazione degli antiossidanti non è un processo lineare, poiché questo è un gruppo di composti con differenti reattività per differenti specie reattive dell'ossigeno. In agronomia, la oxygen radical absorbance capacity (ORAC, letteralmente "capacità di assorbimento dei radicali dell'ossigeno") è diventato l'attuale standard industriale per stimare la forza di un antiossidante in cibi, succhi e additivi alimentari . Altri test di misurazione includono il reagente Folin-Ciocalteu e il trolox equivalent antioxidant capacity assay. In medicina, un certo numero di saggi differenti sono utilizzati per stimare la capacità antiossidante del plasma sanguigno e di questi il saggio ORAC potrebbe essere il più affidabile., sebbene si basi su test in vitro e non sulla biodisponiblità.A livello di analisi chimica per la determinazione del potere antiossidante di un composto si usano differenti metodiche che, usando diversi reagenti, spesso non forniscono la medesima corrispondenza. Tra le metodiche chimiche le più usate sono:
- Metodo DMPD: si basa sul composto 4-ammino-N,N-dimetilanilina diidrocloruro che non mostra possedere alcun picco di assorbimento nel campo del visibile mentre assume una intensa colorazione rossa in ambiente acido ed in presenza di un opportuno agente ossidante.
- Metodo ABTS: valuta la formazione di un composto colorato il cui massimo di assorbanza si trova a 734 nm con un valore di emax di 18 in metanolo puro. Il meccanismo di funzionamento dell'ABTS quale cromogeno è del tutto simile a quello descritto precedentemente per il DMPD.

Gli antiossidanti si trovano in quantità variabili nei cibi quali ortaggi, frutti, cereali, legumi e noci. Alcuni antiossidanti come licopene e acido ascorbico possono essere distrutti da un lungo stoccaggio o da una cottura prolungata. Altri composti antiossidanti sono più stabili, come i polifenoli antiossidanti nei cibi come frumento e tè. In generale, i cibi lavorati contengono meno antiossidanti di quelli freschi o non cucinati, poiché i processi di preparazione possono esporre il cibo all'O2.
| Composti antiossidanti                                | Cibi che contengono alti livelli di questi antiossidanti                                           |
| ----------------------------------------------------- | -------------------------------------------------------------------------------------------------- |
| Vitamina C (acido ascorbico)                          | Frutta e verdura                                                                                   |
| Vitamina E (tocoferoli, tocotrienoli)                 | Oli vegetali                                                                                       |
| Antiossidanti polifenolici (resveratrolo, flavonoidi) | Tè, caffè, soia, origano, frutta, olio di oliva, cioccolato fondente con cacao amaro e vino rosso. |
| Carotenoidi (licopene, carotene)                      | Frutta e verdura                                                                                   |

Alcuni antiossidanti sono prodotti nel corpo e non sono assorbiti dall'intestino. Un esempio è il glutatione, prodotto a partire dagli amminoacidi. Poiché ogni glutatione nell'intestino viene scisso in cisteina, glicina e acido glutammico prima di essere assorbito, anche grandi dosi orali hanno un piccolo effetto sulla concentrazione di glutatione nel corpo. L'ubichinone (coenzima Q) è anch'esso scarsamente assorbito dall'intestino ed è prodotto negli umani attraverso la via metabolica dell'acido mevalonico.

## Usi tecnologici

### Conservazione dei cibi
Gli antiossidanti sono usati come additivi alimentari per aiutare la conservazione del cibo e prevenirne il deterioramento. L'esposizione a O2 e luce solare sono due dei principali fattori nell'ossidazione del cibo; quindi, il cibo viene preservato conservandolo al buio e sigillandolo in contenitori o con pellicole ad uso alimentare, oppure applicandogli uno strato di cera, come per i cetrioli. Siccome il diossigeno è però importante per la respirazione delle piante, conservare materiali vegetali in condizioni anaerobiche produce odori e colori sgradevoli. Per questo, l'imballaggio di frutta e verdura fresca contiene circa l'8% di O2 atmosferico. Gli antiossidanti sono un'importante classe di conservanti poiché, a differenza della diffusione di funghi e batteri, le reazioni di ossidazione avvengono ancora con relativa rapidità nel cibo congelato e refrigerato. Questi conservanti antiossidanti sono generalmente catalogati con la sigla E300-E399 (vedi la voce additivo alimentare) e includono l'acido ascorbico (AA, E300), propil gallato (PG, E310), tocoferoli (E306), butilidrochinone terziario (TBHQ), idrossitoluene butilato(BHT, E321), lecitine (E322).
Le molecole più comuni attaccate dall'ossidazione sono i grassi insaturi; l'ossidazione li rende rancidi. Poiché i lipidi ossidati sono spesso incolore e hanno usualmente un gusto sgradevole, è fondamentale evitare l'ossidazione nei cibi ricchi di grassi. Perciò, questi cibi sono raramente conservati per essiccamento; invece, sono conservati per affumicamento, mettendo sotto sale e per fermentazione. Perfino i cibi con pochi grassi come la frutta vengono spruzzati con antiossidanti allo zolfo prima dell'asciugamento all'aria. L'ossidazione è spesso catalizzata dai metalli, ed è per questo che i cibi grassi come il burro non dovrebbero mai essere avvolti in fogli di alluminio o conservati in contenitori di metallo. Alcuni cibi grassi come l'olio di oliva sono parzialmente protetti dall'ossidazione per il loro contenuto naturale di antiossidanti, ma rimangono sensibili alla fotoossidazione.

### Usi industriali
Alcuni antiossidanti sono aggiunti a prodotti industriali, e la loro messa a punto è continuo oggetto di ricerca nella chimica industriale. Un uso comune è quello di stabilizzatori nelle benzine e negli oli lubrificanti per prevenire l'ossidazione, e nelle benzine per prevenire la polimerizzazione che porta alla formazioni di residui indesiderati nei motori (fouling). Sono inoltre usati per prevenire la degradazione per ossidazione di gomma, plastiche e adesivi che causa una perdita di tenacia e flessibilità in questi materiali. Gli antiossidanti preservativi sono anche aggiunti ai cosmetici basati sul grasso come rossetti e creme idratanti, per prevenire la rancidificazione. I sistemi tecnologicamente più vecchi e collaudati sono miscele di esteri fosfiti e fenoli stericamente impediti.
| Additivo | Componenti                                           | Applicazioni                                                                     |
| -------- | ---------------------------------------------------- | -------------------------------------------------------------------------------- |
| AO-22    | N,N'-di-2-butil-1,4-fenilendiammina                  | Oli per turbine, oli per trasformatori, fluidi idraulici, cere e grassi          |
| AO-24    | N,N'-di-2-butil-1,4-fenilendiammina                  | Oli per basse temperature                                                        |
| AO-29    | Butilidrossitoluene                                  | Oli per turbine, oli per trasformatori, fluidi idraulici, cere, grassi e benzine |
| AO-30    | 2,4-dimetil-6-terz-butilfenolo                       | Carburanti per aerei e benzine                                                   |
| AO-31    | 2,4-dimetil-6-terz-butilfenolo                       | Carburanti per aerei e benzine                                                   |
| AO-32    | 2,4-dimetil-6-terz-butilfenolo e butilidrossitoluene | Carburanti per aerei e benzine                                                   |
| AO-37    | 2,6-di-terz-butilfenolo                              | Carburanti per aerei e benzine                                                   |